# Seamus Dever
Pour les articles homonymes, voir Dever.
Seamus Patrick Dever est un acteur américain, né le 27 juillet 1976 à Flint, Michigan (États-Unis).

## Biographie
Il a joué de 2009 à 2016 dans l'intégralité de la série télévisée Castle, où il interprétait le rôle du lieutenant de police Kevin Ryan, aux côtés de Stana Katic (Kate Beckett) et Nathan Fillion (Richard Castle).
Dans la vie et à l'écran, il est végétarien et marié à l'actrice Juliana Dever (qui joue dans Castle le rôle de sa petite amie puis épouse : Jenny Duffy-O’Malley/Ryan).
La cousine de Seamus Dever est la chanteuse Feist.

## Filmographie

### Télévision
- 2004 : Charmed : Mitchel Haines (saison 7 épisode 19)
- 2004 : Cold Case : Affaires classées : Hank Dempsey (saison 2 épisode 4)
- 2006 : Les Experts : Manhattan : Charles Cooper (saison 2 épisode 18)
- 2006 : NCIS : Enquêtes spéciales : Graham Thomas (saison 4 épisode 3)
- 2007 : Close to Home (saison 2) : L'avocat de la défense
- 2008 : American Wives : Dr. Chris Ferlinghetti (saison 2)
- 2008 : Mad Men : (saison 1 épisode 13)
- 2008 : Ghost Whisperer (saison 4 épisode 4) : Rich Henderson
- 2009 : Drop Dead Diva : M.. Mack (saison 1 épisode 9)
- 2009 à 2016 : Castle : Kevin Ryan
- 2018 : Take Two : Todd Garlin (saison 1 épisode 5)
- 2018 : Titans : Trigon
- 2019 : MacGyver : Griggs (saison 3 épisode 11)
- 2019 : The Rookie : Le flic de Los Angeles (saison 2, épisode 3)
- 2021 : NCIS : Los Angeles
- 2023 : Invitation to a murder : Laurent Kane
- depuis 2024 : NCIS : Enquêtes spéciales : Inspecteur Gabriel LaRoche (saison 22, 5 épisodes)
- 2024 : Tracker : Max Miller (saison 2, épisode 7)